# Landschaftsschutzgebiet Schafhauser Haar
Das Landschaftsschutzgebiet Schafhauser Haar mit 163 ha Flächengröße liegt in der Gemeinde Wickede (Ruhr) im Kreis Soest. Das Gebiet wurde 2006 mit dem Landschaftsplan V Ense-Wickede durch den Kreistag als Landschaftsschutzgebiet (LSG) ausgewiesen. Das LSG liegt nordwestlich von Wickede. Das LSG grenzt im Norden das Landschaftsschutzgebiet Strullbachtal an. Im Westen und Norden geht das LSG bis zur Kreisgrenze. Im Norden grenzt es auch an die A 44.

## Beschreibung
Das LSG umfasst die Haarlandschaft bei Schafhausen, durch welches sich ein Schleddental zieht. Im LSG befinden sich Waldbereiche und Offenlandbereiche mit Grünland und Acker. Im Gebiet befinden sich Baumreihen, Obstbäume und Feldgehölze. Das Grünland wird vielfach extensiv genutzt und hat naturnahe. Waldflächen.

## Schutzzweck
Die Ausweisung erfolgte wie bei anderen LSGs im Landschaftsplangebiet zur Erhaltung oder Wiederherstellung  der Leistungsfähigkeit des Naturhaushaltes; wegen der Vielfalt, Eigenart oder Schönheit des Landschaftsbildes oder wegen ihrer besonderen Bedeutung für die Erholung. Ferner wegen der Bedeutung des Gebietes als Vernetzungs- und Rückzugsraum innerhalb einer intensiv genutzten Agrarlandschaft und der Ausstattung des Bereiches mit belebenden und gliedernden Landschaftselementen, wie Baumreihen, Obstbäumen und Feldgehölzen, des vielfach extensiv genutzten Grünlandanteils und der naturnahen Waldflächen.

## Rechtliche Vorschriften
Wie in den anderen Landschaftsschutzgebieten im Landschaftsplangebiet besteht im LSG ein Verbot, Bauwerke zu errichten. Die Untere Naturschutzbehörde kann Ausnahme-Genehmigungen für Bauten aller Art erteilen. Wie in den anderen Landschaftsschutzgebieten besteht im LSG ein Verbot, Weihnachtsbaum-, Schmuckreisig- und Baumschul-Kulturen anzulegen. Es ist z. B. auch verboten, Bäume, Sträucher, Hecken, Feld- oder Ufergehölze zu beseitigen oder zu schädigen.